# Järvsjön (Vilhelmina socken, Lappland, 716953-156527)
Järvsjön är en sjö i Vilhelmina kommun i Lappland och ingår i Ångermanälvens huvudavrinningsområde. Sjön har en area på 2,42 kvadratkilometer och ligger 425 meter över havet. Sjön avvattnas av vattendraget Risån.

## Delavrinningsområde
Järvsjön ingår i det delavrinningsområde (717060-156615) som SMHI kallar för Utloppet av Järvsjön. Medelhöjden är 463 meter över havet och ytan är 18,92 kvadratkilometer. Räknas de 9 avrinningsområdena uppströms in blir den ackumulerade arean 134,3 kvadratkilometer. Risån som avvattnar avrinningsområdet har biflödesordning 3, vilket innebär att vattnet flödar genom totalt 3 vattendrag innan det når havet efter 326 kilometer. Avrinningsområdet består mestadels av skog (59 procent) och sankmarker (20 procent). Avrinningsområdet har 2,44 kvadratkilometer vattenytor vilket ger det en sjöprocent på 12,9 procent.